# Средняк (остров)
Остров Средняк е български дунавски остров, разположен между 591 км и 593,8 км по течението на реката в Област Плевен, община Никопол.

## Описание
Площта му е 1,3 km2, която му отрежда 18-о място по големина сред българските дунавски острови.
Островът се намира североизточно от град Никопол и южно от румънското село Пояна, община Чуперчени, окръг Телеорман. На практика е към румънския бряг – от него го отделя тесен речен канал, на места широк под 10 м. Този канал не личи на последните сателитни снимки (2024).
Има удължена форма с дължина от 4,5 км и ширина до 0,8 км. Максималната му височина от 32 м се намира в източната му част и е на 10 – 11 м над нивото на реката. Изграден е от речни наноси и е обрасъл с тополи. Източно от него е по-големият български остров Лакът, а южно – малкият остров Градина. Източната част на острова попада в природния парк „Персина“.

## Топографска карта
- Лист от карта K-35-2. Мащаб: 1 : 100 000.